# ریونوسکه هیراما
ریونوسکه هیراما (انگلیسی: Ryonosuke Hirama؛ زادهٔ) آهنگساز، و تهیه‌کننده موسیقی اهل ژاپن است. وی از سال ۱۹۹۸ میلادی تاکنون مشغول فعالیت بوده‌است.